# Concilio di Sardica
Il concilio di Sardica (oggi Sofia) nella provincia romana dell'Illirico si tenne tra il 343 e il 344 e fu convocato dagli imperatori Costante I (augusto d'Occidente) e Costanzo II (augusto d'Oriente) su richiesta di papa Giulio I.

## Datazione
Gli storici Socrate Scolastico e Sozomene indicano esplicitamente il 347 come anno della celebrazione del concilio; questa data è stata considerata a lungo come data tradizionale della celebrazione del concilio di Sardica. Tuttavia, la Historia acephala riferisce che Atanasio, vescovo di Alessandria, ritornò in Egitto dal suo secondo esilio nell'ottobre 346. Ora, sapendo che questo avvenimento avvenne dopo il concilio, è chiaro che quello fu convocato prima dell'autunno 346. La scoperta di altri antichi testi, in particolare la diciannovesima Lettera pasquale di Atanasio, permette di datare il concilio di Sardica in un periodo compreso tra l'autunno 343 e la Pasqua 344.

## Il contenuto
Il concilio doveva essere ecumenico, cioè doveva riguardare tutti i vescovi della cristianità. Fu scelta Sardica poiché la città, corrispondente alla moderna Sofia, capitale della Bulgaria, si trovava al confine delle due partizioni dell'impero.
Tuttavia l'assenza di molti vescovi orientali e l'abbandono degli ariani, che si riunirono in un concilio alternativo a Filippopoli, lo rese un concilio provinciale, sebbene coinvolgesse anche i vescovi spodestati dagli ariani, fra cui Atanasio, vescovo di Alessandria e futuro dottore della Chiesa.
In tale concilio si confermò la fede nicena, contro Ario che negava la divinità del Figlio di Dio, e fu sostenuta la correttezza della posizione di Atanasio di Alessandria.
Altre decisioni disciplinari riguardarono l'assenza dei vescovi dalle proprie diocesi, che fu limitata a tre settimane e fu accompagnata dalla raccomandazione ai vescovi di evitare di frequentare gli ambienti di corte, in un'epoca in cui il potere politico aveva una rilevante influenza sulla vita della Chiesa.

## Padri conciliari
Sconosciuto è il numero esatto dei partecipanti al concilio, poiché gli atti conciliari non sono stati conservati. Atanasio indica in 170 i partecipanti al concilio, provenienti dall'Italia, Africa, Pannonia, Britannia, Egitto, Siria, Tracia, Spagna, Cipro  e Gallia. Storici successivi danno altre cifre: secondo Socrate Scolastico e Sozomene vi presero parte circa 300 vescovi occidentali e 76 orientali, mentre per Teodoreto di Cirro furono 250.
Elenco non esaustivo:
- papa Giulio I[6]
- Acacio di Cesarea di Palestina
- Aezio di Tessalonica
- Alessandro di Larissa
- Alessandro di Messene
- Alipio di Megara
- Amando di Strasburgo
- Amanzio di Viminacio
- Aniano di Castulo
- Antonio di Docimio
- Apriano di Poetovio
- Ario (o Macario) di Palestina[7]
- Asclepa di Gaza
- Asterio di Petra
- Atanasio di Alessandria
- Atenodoro di Platea o di Elatea
- Calvo di Castra di Marte
- Casto di Saragozza
- Demofilo di Beroe
- Desiderio di Langres
- Dianio di Cesarea di Cappadocia
- Diclopeto di Orléans
- Diodoro di Tenedo
- Dionisio di Elide
- Discolio di Reims
- Domiciano di Astorga
- Donaziano di Châlons
- Edesio di Cos
- Eliodoro di Nicopoli di Epiro
- Eracliano di Pesaro
- Ermogene di Sicione[8]
- Eudossio di Germanicia[9]
- Eufrate di Colonia
- Eulalio di Amanzia
- Eulogio di Amiens
- Eusebio di Pergamo
- Eusebio di Rouen
- Euterio di Sirmio
- Fileto di Crazia
- Fiorenzo di Merida
- Fortunaziano di Aquileia
- Fotino di Sirmio
- Gaudenzio di Naisso
- Gennaro di Benevento
- Geronzio di Berrea
- Geronzio di Dobero
- Gervasio di Bari
- Giorgio di Laodicea
- Giulio di Tebe
- Giustiniano Rauricorum di Basilea
- Grato di Cartagine
- Gregorio di Cappadocia
- Ireneo di Sciro
- Ischira di Mareotes
- Lucillo di Verona
- Macedonio di Costantinopoli
- Macedonio di Mopsuestia
- Macedonio di Ulpiana
- Marcello di Ancira
- Marco di Aretusa
- Marco di Siscia
- Maris di Calcedonia
- Martino di Magonza
- Martirio di Megalopoli
- Massimino di Treviri
- Massimo di Lucca
- Menofanto di Efeso
- Mercurio di Soissons
- Mosco di Tebe di Ftiotide
- Narciso di Neroniade
- Olimpio di Eno
- Olimpio di Doliche
- Optaziano di Troyes
- Osio di Cordova
- Palladio di Diu
- Pancario di Besançon
- Paregorio di Scupi
- Plutarco di Patrasso
- Porfirio di Filippi
- Pretestato di Barcellona
- Protasio di Milano
- Protogene di Sardica
- Regino di Scopelo
- Santino di Verdun
- Serapione di Thmuis
- Servazio di Tongres
- Severino di Sens
- Severo di Ravenna
- Spiridione di Tremitonte
- Stefano di Antiochia
- Stercorio di Canosa
- Superiore di Cambrai
- Teodoro di Eraclea
- Tichio di Methone
- Trifilio di Leucosia
- Ursacio di Singiduno
- Ursicino di Brescia
- Valente di Alessio
- Valente di Esco
- Valente di Mursa
- Valentino di Arles
- Valeriano di Auxerre
- Verissimo di Lione
- Viatore di Bergamo
- Vincenzo di Capua
- Vitale di Acque di Dacia
- Vittore di Metz
- Vittore di Piacenza
- Vittore di Worms
- Vittorino di Parigi
- Zosimo di Licnido
- Zosimo di Orreomargo
- Anonimo di Lauriaco